# Paradise (What About Us?)
 (juillet 2021).
La mise en forme du texte ne suit pas les recommandations de Wikipédia : il faut le « wikifier ».
Les points d'amélioration suivants sont les cas les plus fréquents. Le détail des points à revoir est peut-être précisé sur la page de discussion.
- Les titres sont pré-formatés par le logiciel. Ils ne sont ni en capitales, ni en gras.
- Le texte ne doit pas être écrit en capitales (les noms de famille non plus), ni en gras, ni en italique, ni en « petit »…
- Le gras n'est utilisé que pour surligner le titre de l'article dans l'introduction, une seule fois.
- L'italique est rarement utilisé : mots en langue étrangère, titres d'œuvres, noms de bateaux, etc.
- Les citations ne sont pas en italique mais en corps de texte normal. Elles sont entourées par des guillemets français : « et ».
- Les listes à puces sont à éviter, des paragraphes rédigés étant largement préférés. Les tableaux sont à réserver à la présentation de données structurées (résultats, etc.).
- Les appels de note de bas de page (petits chiffres en exposant, introduits par l'outil «  Source ») sont à placer entre la fin de phrase et le point final[comme ça].
- Les liens internes (vers d'autres articles de Wikipédia) sont à choisir avec parcimonie. Créez des liens vers des articles approfondissant le sujet. Les termes génériques sans rapport avec le sujet sont à éviter, ainsi que les répétitions de liens vers un même terme.
- Les liens externes sont à placer uniquement dans une section « Liens externes », à la fin de l'article. Ces liens sont à choisir avec parcimonie suivant les règles définies. Si un lien sert de source à l'article, son insertion dans le texte est à faire par les notes de bas de page.
- La présentation des références doit suivre les conventions bibliographiques. Il est recommandé d'utiliser les modèles {{Ouvrage}}, {{Chapitre}}, {{Article}}, {{Lien web}} et/ou {{Bibliographie}}. Le mode d'édition visuel peut mettre en forme automatiquement les références.
- Insérer une infobox (cadre d'informations à droite) n'est pas obligatoire pour parachever la mise en page.

Pour une aide détaillée, merci de consulter Aide:Wikification.
Si vous pensez que ces points ont été résolus, vous pouvez retirer ce bandeau et améliorer la mise en forme d'un autre article.
Pour les articles homonymes, voir Paradise.
Albums de Within Temptation
The Howling
(2007) And We Run
(2014)
Singles de Within Temptation
Shot in the Dark
(2011) Dangerous
(2013)
Paradise (What About Us?) est le quatrième EP studio du groupe de metal symphonique néerlandais Within Temptation. Il sort le 27 septembre 2013 en accompagnement du premier single de leur sixième album, Hydra, et comporte trois versions démo des chansons de l'album,. La chanson éponyme met en vedette un duo entre Sharon den Adel et Tarja Turunen, ancienne chanteuse de Nightwish.
En plus d'une sortie numérique, l'EP parait également sous forme de CD au Japon. Un nouveau mix de la chanson est ensuite publié dans l'album de Turunen, The Brightest Void.

## Contexte
Vers fin mai 2013, le groupe entame le processus de finalisation des parties vocales de la chanson. Le mois suivant, le groupe enregistre le premier clip du nouvel album. Le 12 juillet 2013, le groupe publie une bande-annonce annonçant la sortie du prochain clip, mais sans révéler le nom du single,. Le mois suivant, le groupe annonce via une bande-annonce le titre du single principal, Paradise (What About Us?), mettant également en ligne certaines des paroles et le solo de guitare de la chanson en prévision de sa sortie. Lors du processus d'enregistrement de la chanson, le groupe se retrouve confus sur la manière d'arriver à mixer la chanson, pour remédier à ce problème la chanson est envoyée à plusieurs mixeurs différents pour que le groupe choisisse la meilleure version. Ils voulaient un mix qui soit « heavy, lourd et mélancolique » à la fois, tout en s'assurant que rien ne manque à la chanson. Selon Sharon den Adel, l'idée initiale était de mettre « un rythme de danse swingy avec du rap dans tous les couplets », mais n'aimant pas le résultat final car il conduisait à un genre se trouvant hors de leur « zone de confort » le groupe préfère se diriger vers un territoire mieux connu, transformant la chanson en une « grande chanson symphonique avec de lourds riffs de guitares ».
Début août, le groupe commence à publier une photo par jour de la vidéo ou des coulisses, via leur compte Facebook officiel, jusqu'à la sortie officielle de la vidéo. Des idées pour le clip sont apparues en mai 2013 et den Adel est mise comme directrice responsable du style et des vêtements pour le clip vidéo. Le 13 septembre, le groupe annonce que Tarja Turunen, ancienne chanteuse de Nightwish, est invitée à chanter sur le single. À la suite de l'invitation, Turunen déclare qu'il est « merveilleux qu'ils aient pensé à [elle] » et qu'elle « apprécie vraiment l'invitation et l'opportunité de travailler avec eux ». En travaillant avec Tarja, den Adel déclare qu'ils se « sont immédiatement entendus, non seulement sur le plan créatif mais aussi personnel. [...] il était tout à fait naturel qu'on fasse cela ensemble ! » . Selon den Adel, la chanson est basée sur le discours prononcé par le général Peter van Uhm le 4 mai 2013 (Journée nationale du Souvenir), qui abordait l'importance de ne pas penser uniquement à « vous » ou « eux », mais à « nous ».

## Réception
La première critique de l'EP est faite par le site PlanetMosh. Le critique Simon Bower attribue une note de 10/10, tout en faisant l'éloge de la sortie et considère le matériel comme étant un « astucieux teasers de ce qui attend l'auditoire pour le nouvel album, [quant aux autres chansons] étant des versions démo [...] [elles] apparaîtront vraisemblablement dans leur version complète et dans un état plus proche de leur temps. » Il estime également que l'album à venir « promet d'être le plus aventureux et le plus diversifié à ce jour [du groupe] ».
Lui donnant une note de 8/10, le critique Rhian Westbury du site Hit the Floor fait l'éloge de la chanson titre et du duo entre Turunen et den Adel, commentant que le contraste des deux « apporte quelque chose de plus à la chanson et qui la rend mieux que si elle n'avait présenté que la chanteuse du groupe ». Il considère également que les trois démos sont « aussi propres et qu'aussi bien construites que le single principal », et loue leur qualité.
Le site britannique Bring the Noise donne également une critique positive à l'EP ainsi qu'une note de 9/10 et considère que « Within Temptation va toujours livrer ce que vous attendez d'eux ; le style reste le même mais ce n'est pas une mauvaise chose. Les chansons parviennent toujours à sonner différemment, les paroles ont toujours du feeling et le groupe reste l'un des plus talentueux du metal symphonique ».
La critique britannique de Rock n Reel attribue à l'EP une note de 4/5, considérant que la chanson titre « a tout ce dont un bon morceau Within Temptation a besoin » et commente que les deux chanteuses exécutent « leur partie avec perfection ». En plus de cela, le growl sur Silver Moonlight et sur le refrain de Dog Days sont qualifiés comme contenant du « potentiel pour l'album », n'ayant besoin que d'un peu plus de travail. Le critique termine en ajoutant que le groupe montre à quel point ils sont bons et comment ils ont gagné leur place dans l'histoire du metal.
Une critique moins bonne mais toujours favorable est venue du magazine Powerplay, qui attribue une note de 7/10, dans lequel le magazine loue la « superbe orchestration, les voix éthérées et les mélodies irrésistibles" » de la chanson titre et déclare que les démos se sentent « à l'état brutes et dépouillées d'effets" » mais présentent tout de même un « potentiel évident » pour les versions finalisées du future album.
Le clip est d’ailleurs sélectionné par Kerrang comme étant le huitième meilleur clip rock de 2014 et le neuvième par les lecteurs de Metal Storm.

## Clip vidéo
Le clip de Paradise (What About Us?) sorti via Vevo sur YouTube le 26 septembre et le clip partage principalement des images entre le groupe et les images d'une friche post-apocalyptique à la suite d'une guerre nucléaire.
Dans un désert, on peut voir deux personnes vêtues d'un équipement de protection lourd marchant dans diverses parties d'une civilisation en ruine, à la recherche de ce qui semble être des parties d'une machine. Une fois les pièces trouvées, les deux personnes finissent par les traîner sur une pente sablonneuse, où ils assemblent et activent la machine, envoyant un faisceau de lumière vers le ciel, provoquant la pluie. Alors que la friche commence à montrer des signes de vie, les deux personnages enlèvent leur masque à gaz et se révèlent être deux jeunes filles.
Quelque temps plus tard, une jungle apparait alors que Tarja et Sharon, supposées être les deux filles des années plus tard, se tiennent devant la machine. Partent et le voyant rouge de la machine s'éteint, ayant atteint son objectif puisque le monde est redevenu autonome.

## Pistes
| No | Titre                                               | Durée |
| -- | --------------------------------------------------- | ----- |
| 1. | Paradise (What About Us?) (featuring Tarja Turunen) | 5:21  |
| 2. | Let Us Burn (demo version)                          | 5:38  |
| 3. | Silver Moonlight (demo version)                     | 5:14  |
| 4. | Dog Days (demo version)                             | 4:56  |

## Crédits
Membres
- Sharon den Adel – chant
- Martijn Spierenburg – claviers
- Robert Westerholt – guitare, growls
- Stefan Helleblad – guitare
- Ruud Jolie - guitare
- Jeroen van Veen – basse
- Mike Coolen – batterie

Musiciens invités
- Tarja Turunen – chant sur Paradise (What About Us?)